# Cromosoma 1
Con il nome di cromosoma 1 si indica, per convenzione, il più grande cromosoma umano. Le persone presentano solitamente due copie del cromosoma 1, come di ogni autosoma. Il cromosoma 1 possiede all'incirca 249 milioni di nucleotidi. I due cromosomi 1 rappresentano all'incirca l'8% del DNA totale nelle cellule umane.
Il cromosoma 1 contiene di certo oltre 2600 geni, ma è ritenuto contenerne oltre 3000, un numero decisamente maggiore di quanto si fosse ipotizzato all'inizio del Progetto Genoma. Il cromosoma, in ogni caso, è stato completamente sequenziato dopo circa vent'anni dall'inizio del progetto stesso.
Il numero di polimorfismi a singolo nucleotide (SNP) è di oltre 900.000.

## Geni sul cromosoma umano 1
La lista seguente contiene alcuni dei geni localizzati sul cromosoma 1.
- ACADM: acil-coenzima A deidrogenasi
- COL11A1: collagene, tipo XI, alfa 1
- CPT2: carnitina palmitoiltransferasi II
- DBT: diidrolipoamide transacilasi E2 (per catene ramificate)
- DIRAS3: GTP-binding RAS-like 3 (DIRAS family)
- ESPN: espina (sordità autosomica recessiva 36)
- F5: fattore di coagulazione V (proaccelerina)
- FMO3: monoossigenasi contenente flavina 3
- GALE: UDP-galattosio-4-epimerasi
- GBA: glucosidasi (gene della malattia di Gaucher)
- GJB3: proteina delle gap junction (connexina 31)
- GLC1A: gene responsabile del glaucoma
- HFE2: gene responsabile della emocromatosi di tipo 2 (giovanile)
- HMGCL: 3-idrossimetil-3-metilglutaril-coenzima A liasi
- HPC1: gene legato al cancro alla prostata
- IRF6: gene legato alla formazione del tessuto connettivo
- KCNQ4: canale voltaggio-dipendente del potassio (membro 4 della sottofamiglia KQT-like)
- KIF1B: membro 1B della famiglia delle kinesine
- LMNA: lamina A/C
- MFN2: mitofusina 2
- MPZ: proteina zero della mielina (legata alla neuropatia 1B di Charcot-Marie-Tooth)
- MTHFR: 5,10-metilenetetraidrofolato reduttasi (NADPH)
- MTR: 5-metiltetraidrofolato-omocisteina metiltransferasi
- MUTYH: omologo di mutY (E. coli)
- PARK7: gene responsabile della malattia di Parkinson 7 (forma autosomica recessiva, ad insorgenza precoce)
- PINK1: chinasi putativa indotta da PTEN
- PLOD1: procollageno-lisina 1, 2-ossoglutarate 5-diossigenasi 1
- PPOX: protoporfirinogeno ossidasi
- PSEN2: presenilina 2 (correlata alla malattia di Alzheimer di tipo 4)
- SDHB: subunità B del complesso della succinato deidrogenasi
- TSHB: ormone stimolante la tiroide TSH, forma β
- UROD: uroporfirinogeno decarbossilasi (correlato alla porfiria cutanea tarda)
- USH2A: correlato alla sindrome di Usher 2A (forma lieve, autosomica recessiva)

## Malattie
Le malattie seguenti sono alcune di quelle ritenute essere correlate a disordini genetici a carico del cromosoma 1 (il cromosoma che presenta il maggior numero di patologie genetiche conosciute, circa 890).
- cancro alla mammella;
- cancro alla prostata;
- malattie del collagene di tipo II e XI;
- deficienza di 3-idrossi-3-metilglutaril-CoA liasi;
- deficienza di carnitina palmitoiltransferasi II;
- emocromatosi di tipo 2;
- feocromocitoma;
- galattosemia;
- glaucoma;
- ipotiroidismo congenito;
- malattia di Alzheimer di tipo 4;
- malattia di Charcot-Marie-Tooth di tipo 1 e 2;
- malattia di Ehlers-Danlos;
- malattia di Gaucher di tipo 1, 2 e 3 (e malattie Gaucher-simili);
- malattia di Parkinson;
- omocisteinuria;
- poliposi adenomatosa famigliare (FAP);
- porfiria epatoeritropoietica e porfiria cutanea tarda;
- sordità autosomica recessiva (tipo 36);
- sordità non sintomatica autosomica dominante ed autosomica recessiva;
- trombofilia;
- sindrome di Stickler;
- sindrome di Usher di tipo II;
- sindrome di Van der Woude;
- Modifica di Sindrome di Urbach-Wiethe
- trimetilaminuria.